# Micky Juković

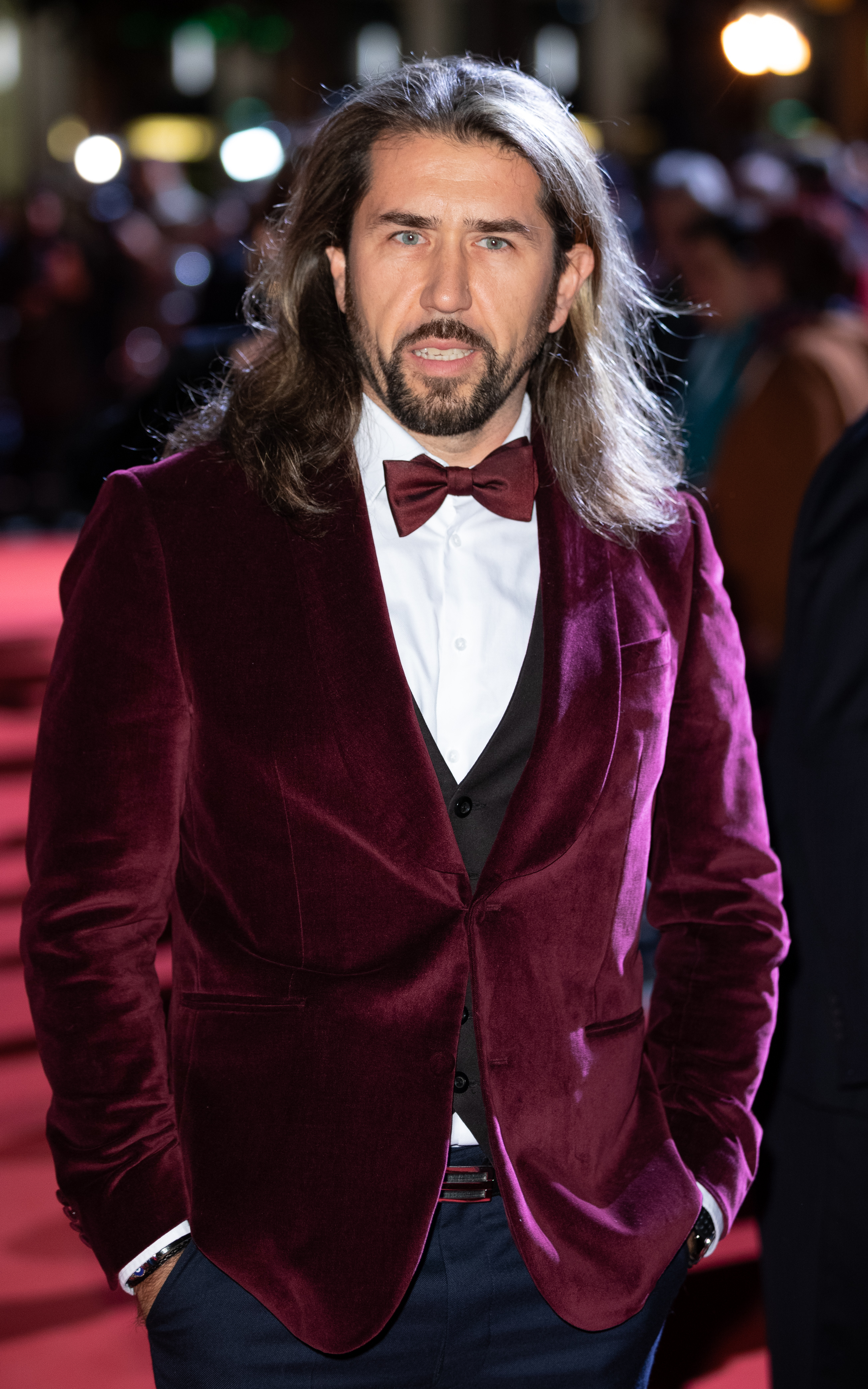
Micky Jukovic bei der Gala Hessischer Film- und Kinopreis 2019

Micky Juković (* 20. September 1978 in Novi Pazar) ist ein deutscher Schauspieler. 

## Leben
Micky Juković wurde unter dem bürgerlichen Namen „Mirzet Juković“ als ältester von drei Söhnen in der Sozialistischen Republik Serbien im ehemaligen Jugoslawien geboren, wo er auch bis Anfang der 1990er Jahre aufwuchs. 1994 kam er aufgrund des Bürgerkriegs in seiner jugoslawischen Heimat mit seiner Familie nach Deutschland. Er ist ursprünglich ausgebildeter Betriebswirt und arbeitete in einer Bank.
Mit dem Film kam er erstmals im Alter von 17 Jahren in Kontakt, als an seiner Schule ein Film über Drogenmissbrauch gedreht wurde, in dem er einen Dealer spielte. Die Schauspielerei betrieb er anfangs nur nebenbei an Wochenenden parallel zu seiner Berufstätigkeit. Er besuchte später verschiedene Workshops für Filmdarsteller, u. a. an der Stage & Musical School Frankfurt, in London, in Berlin, an der Theaterakademie Köln und bei Francisco Medina.
Sein Debüt gab Juković im deutschen Fernsehen beim MDR und im Programm der ARD. 2016 spielte er in dem vom ZDF ausgestrahlten fiktionalen Doku-Mehrteiler Die Deutschen und die Polen als Herzog Boleslaw von Polen seine erste TV-Hauptrolle. 
Juković ist für die Verkörperung von Bösewichtern im Deutschen Fernsehen bekannt. Seine Markenzeichen sind sein durchtrainierter Körperbau und seine „Löwenmähne“. Bekannt wurde er insbesondere als Robin im Hessen-Tatort Angriff auf Wache 08 (Erstausstrahlung: Oktober 2019), in dem er den Anführer einer Verbrecherbande spielte, die eine verlassene Polizeiwache zwischen Frankfurt am Main und Offenbach überfällt und unter Beschuss nimmt. Seitdem ist Juković in mehreren Gastauftritten in der ARD und beim ZDF beschäftigt. 

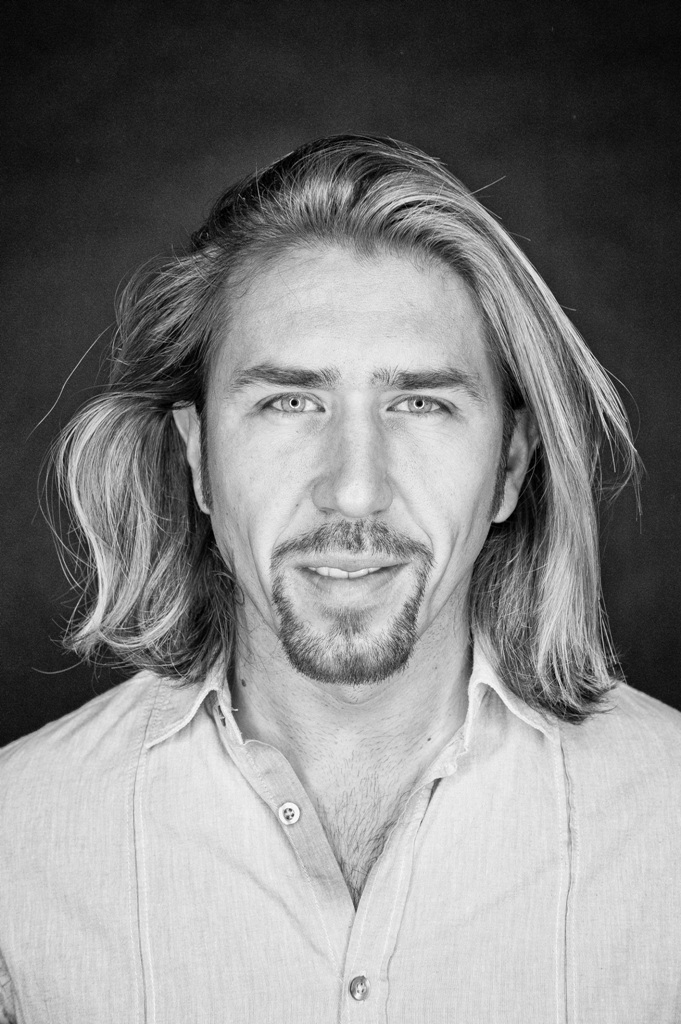
Micky Jukovic (2013)

Juković wirkte auch in internationalen Produktionen mit, u. a. in Bon dia Ramon und La Gran Promesa der Filmproduktionsfirma 20th Century Fox. Im Sommer 2020 wurde ihm für seine Leistung als Richey in dem Film Als die Welle brach... jeweils der Los Angeles Film Award und New York Film Award als bester Nebendarsteller zuerkannt.
2021 hatte der vielfach ausgezeichnete Low-Budget-Science-Fiction-Film t=E/x² mit ihm in der Rolle des Miroslav seine Weltpremiere in den Chinese Theatres in Hollywood, USA.
Juković spielte auch Theater und trat in Opernproduktionen auf. Am Schauspiel Frankfurt trat er in den Kinder- und Jugendtheater-Produktionen Ronja Räubertochter (als Räuberhauptmann Borka) und Krabat auf. Von 2015 bis 2017 spielte er am Theater Alte Brücke die Hauptrolle des Sponsors Ralph in der deutschen Uraufführung des Theaterstücks Der Drecksck mit dem Hut des US-Dramatikers Stephen Adly Guirgis.
Er ist Mitglied im Bundesverband Schauspiel und lebt in Frankfurt am Main.